# Libia na Letnich Igrzyskach Paraolimpijskich 1996
Libia na Letnich Igrzyskach Paraolimpijskich 1996 w Atlancie była reprezentowana przez 4 mężczyzn, którzy nie zdobyli żadnego medalu. Był to debiut tego państwa na letnich igrzyskach paraolimpijskich.

## Wyniki

### Podnoszenie ciężarów
Mężczyźni
| Zawodnik          | Kategoria | Wynik    | Pozycja | Źródło |
| ----------------- | --------- | -------- | ------- | ------ |
| A. Al-Maghrabi    | –48 kg    | DNF      | DNF     | [ 2 ]  |
| Abdelsalam Gharsa | –60 kg    | 157,5 kg | 7       | [ 3 ]  |
| Salem Salem       | –67,5 kg  | 120 kg   | 20      | [ 4 ]  |
| Abdelrahim Hamed  | –100 kg   | 215 kg   | 5       | [ 5 ]  |